# Zeilen op de Olympische Zomerspelen 2016 – 470 mannen
De zeilwedstrijd met de 470 mannen op de Olympische Zomerspelen 2016 vond plaats van 10 augustus tot en met 18 augustus. Regerend olympisch kampioenen waren Mathew Belcher en Malcolm Page uit Australië, waarvan alleen de eerste samen met een andere zeiler de titel verdedigde. De competitie werd verdeeld in elf ronden. Punten werden gegeven na elke race; de winnaar scoorde 1 punt, de tweede plaats scoorde 2 punten, enz. Als een zeiler gediskwalificeerd werd of niet had gefinisht, dan werd er 1 plus het aantal deelnemers aan punten gegeven, in deze wedstrijd was dat 27 punten. Het slechtste resultaat van de eerste 10 races werd weggestreept. De elfde ronde, ook wel de medalrace genoemd, werd gehouden voor de top 10 van de eerste 10 races. In deze ronde werden de punten verdubbeld.

## Planning
Alle tijden zijn Midden-Europese Zomertijd (UTC+2)
| Datum            | Tijd                  | Race            |
| ---------------- | --------------------- | --------------- |
| 10 augustus 2016 | 18:05 en 19:30        | Race 1 en 2     |
| 11 augustus 2016 | 18:15 en 19:45        | Race 3 en 4     |
| 12 augustus 2016 | 18:05                 | Race 5          |
| 14 augustus 2016 | 18:15 en 19:40        | Race 6 en 7     |
| 16 augustus 2016 | 18:05 en 19:30, 20:55 | Race 8, 9 en 10 |
| 18 augustus 2016 | 18:50                 | Medalrace       |

## Resultaten
| Rang   | Land | Zeilers                                 | Race | Race | Race   | Race   | Race | Race   | Race | Race | Race | Race   | Race | Punten | Punten |
| Rang   | Land | Zeilers                                 | 1    | 2    | 3      | 4      | 5    | 6      | 7    | 8    | 9    | 10     | M    | Tot    | Net    |
| ------ | ---- | --------------------------------------- | ---- | ---- | ------ | ------ | ---- | ------ | ---- | ---- | ---- | ------ | ---- | ------ | ------ |
| Goud   | CRO  | Šime Fantela Igor Marenić               | 1    | 2    | 4      | 1      | 3    | 3      | 4    | 8    | 6    | 3      | 16   | 51     | 43     |
| Zilver | AUS  | Mathew Belcher Ryan Will                | 8    | 1    | 3      | 3      | 2    | 8      | 10   | 7    | 1    | 7      | 18   | 68     | 58     |
| Brons  | GRE  | Panagiotis Mantis Pavlos Kagialis       | 9    | 3    | 1      | 5      | 13   | 9      | 5    | 2    | 2    | 2      | 20   | 71     | 58     |
| 4      | USA  | Stuart McNay Dave Hughes                | 10   | 7    | 8      | 13     | 4    | 7      | 6    | 1    | 11   | 14     | 4    | 85     | 71     |
| 5      | GBR  | Luke Patience Chris Grube               | 21   | 5    | 5      | 6      | 1    | 27 UFD | 20   | 4    | 3    | 4      | 6    | 102    | 75     |
| 6      | SWE  | Anton Dahlberg Fredrik Bergström        | 22   | 8    | 2      | 4      | 8    | 27 UFD | 1    | 5    | 8    | 11     | 10   | 106    | 79     |
| 7      | FRA  | Sofian Bouvet Jeremie Moin              | 6    | 6    | 10     | 2      | 6    | 6      | 14   | 9    | 20   | 22     | 8    | 109    | 87     |
| 8      | AUT  | Matthias Schmid Florian Reichstaedter   | 3    | 9    | 6      | 9      | 16   | 2      | 13   | 14   | 17   | 1      | 14   | 101    | 87     |
| 9      | SUI  | Yannick Brauchli Romuald Hausser        | 11   | 4    | 19     | 7      | 10   | 10     | 8    | 22   | 15   | 8      | 2    | 116    | 94     |
| 10     | NZL  | Paul Snow-Hansen Daniel Willcox         | 2    | 1    | 20     | 15     | 23   | 5      | 2    | 13   | 10   | 15     | 12   | 127    | 104    |
| 11     | GER  | Ferdinand Gerz Oliver Szymanski         | 13   | 18   | 9      | 23     | 14   | 1      | 24   | 6    | 4    | 6      | -    | 118    | 94     |
| 12     | ESP  | Jordi Xammar Hernandez Joan Herp Morell | 4    | 16   | 14     | 10     | 9    | 22     | 7    | 16   | 12   | 9      | -    | 119    | 97     |
| 13     | RUS  | Pavel Sozykin Denis Gribanov            | 12   | 17   | 7      | 25     | 5    | 21     | 18   | 3    | 16   | 18     | -    | 142    | 117    |
| 14     | TUR  | Deniz Cinar Ates Cinar                  | 14   | 19   | 18     | 12     | 7    | 15     | 12   | 18   | 21   | 5      | -    | 141    | 120    |
| 15     | FIN  | Joonas Lindgren Niklas Lindgren         | 20   | 11   | 23     | 18     | 24   | 19     | 3    | 10   | 9    | 10     | -    | 147    | 123    |
| 16     | ARG  | Lucas Calabrese Juan de la Fuente       | 17   | 14   | 11     | 11     | 17   | 12     | 15   | 17   | 5    | 27 DNE | -    | 156    | 129    |
| 17     | JPN  | Kazuto Doi Kimihiko Imamura             | 15   | 21   | 16     | 16     | 15   | 16     | 22   | 12   | 7    | 17     | -    | 157    | 135    |
| 18     | CHN  | Wang Wei Xu Zangjun                     | 23   | 12   | 13     | 22     | 19   | 11     | 19   | 15   | 19   | 12     | -    | 165    | 142    |
| 19     | KOR  | Kim Changju Kim Jihoon                  | 5    | 25   | 12     | 8      | 20   | 13     | 21   | 23   | 24   | 20     | -    | 171    | 146    |
| 20     | RSA  | Asenathi Jim Roger Beresford Hudson     | 18   | 24   | 15     | 14     | 11   | 18     | 11   | 20   | 18   | 23     | -    | 172    | 148    |
| 21     | ISR  | Eyal Levine Dan Foryliche               | 7    | 15   | 17     | 21     | 21   | 20     | 16   | 19   | 22   | 16     | -    | 174    | 152    |
| 22     | CAN  | Jacob Saunders Graeme Saunders          | 26   | 2    | 22     | 19     | 12   | 14     | 17   | 21   | 13   | 21     | -    | 185    | 159    |
| 23     | BRA  | Henrique Haddad Bruno Bethlem           | 19   | 23   | 25     | 17     | 22   | 27 UFD | 9    | 11   | 14   | 27 DSQ | -    | 194    | 167    |
| 24     | CHI  | Andres Ducasse Francisco Ducasse        | 24   | 22   | 24     | 20     | 18   | 4      | 23   | 25   | 23   | 13     | -    | 196    | 171    |
| 25     | UKR  | Borys Shvets Pavlo Matsuyev             | 16   | 13   | 21     | 24     | 25   | 17     | 25   | 24   | 25   | 19     | -    | 209    | 184    |
| 26     | ANG  | Matias Montinho Paixao Afonso           | 25   | 26   | 27 DNF | 27 DNF | 26   | 23     | 26   | 26   | 26   | 24     | -    | 256    | 229    |

Afkortingen:
- OCS – Start aan verkeerde kant van de startlijn
- DSQ, BFD, DGM, DNE – Gediskwalificeerd
- DNF – Niet gefinisht
- DNS – Niet gestart
- DPI – Straf opgelopen
- RDG - Schadeloosstelling
- UFD - "U"vlag diskwalificatie